# Gnadochaeta coerulea
Gnadochaeta coerulea är en tvåvingeart som beskrevs av Macquart 1851. Gnadochaeta coerulea ingår i släktet Gnadochaeta och familjen parasitflugor. Inga underarter finns listade i Catalogue of Life.